# Serge Thill
Serge Thill (ur. 29 stycznia 1969) – luksemburski piłkarz grający na pozycji napastnika, reprezentant kraju, trener piłkarski.

## Kariera
W latach 1991–1993 był piłkarzem Unionu Luksemburg. W sezonie 1991/1992 wywalczył z tym klubem mistrzostwo Luksemburga. W 1993 roku przeszedł do belgijskiego RSC Athus, z którym w sezonie 1995/1996 awansował do Vierde klasse (czwarty poziom ligowy). W roku 1997 wrócił na Luksemburg, zostając zawodnikiem CS Grevenmacher. Z klubem tym w sezonie 1997/1998 zdobył Puchar Luksemburga. W sezonie 2002/2003 wraz z Grevenmacher wywalczył mistrzostwo i puchar kraju.
25 marca 1992 roku zadebiutował w reprezentacji Luksemburga w przegranym 2:3 meczu z Turcją. W kadrze wystąpił w czternastu spotkaniach, po raz ostatni grając w przegranym 0:3 meczu eliminacji Mistrzostw Europy z Polską (10 października 1998).
W latach 2007–2008 przez trzynaście meczów pełnił funkcję trenera piłkarzy Progrèsu Niedercorn.
Jest ojcem piłkarzy: Oliviera, Vincenta i Sébastiena.

## Statystyki ligowe
| Sezon     | Klub             | Liga               | Mecze | Gole |
| --------- | ---------------- | ------------------ | ----- | ---- |
| 1991/1992 | Union Luxembourg | Nationaldivisioun  | ?     | ?    |
| 1992/1993 | Union Luxembourg | Nationaldivisioun  | ?     | ?    |
| 1993/1994 | RSC Athus        | Eerste provinciaal | ?     | ?    |
| 1994/1995 | RSC Athus        | Eerste provinciaal | ?     | ?    |
| 1995/1996 | RSC Athus        | Eerste provinciaal | ?     | ?    |
| 1996/1997 | RSC Athus        | Vierde klasse      | ?     | ?    |
| 1997/1998 | CS Grevenmacher  | Nationaldivisioun  | 21    | 17   |
| 1998/1999 | CS Grevenmacher  | Nationaldivisioun  | 16    | 7    |
| 1999/2000 | CS Grevenmacher  | Nationaldivisioun  | ?     | ?    |
| 2000/2001 | CS Grevenmacher  | Nationaldivisioun  | ?     | ?    |
| 2001/2002 | CS Grevenmacher  | Nationaldivisioun  | ?     | ?    |
| 2002/2003 | CS Grevenmacher  | Nationaldivisioun  | ?     | ?    |